# Réacteur d'essais à terre
Pour les articles homonymes, voir RES.
Le réacteur d'essais à terre (aussi désigné par le sigle RES pour Réacteur d'Essais) est un réacteur expérimental pour la propulsion nucléaire navale, installé sur le site de Cadarache. Il a pour objectifs :
- le développement des filières de réacteurs embarqués sur les bâtiments à propulsion nucléaire de la Marine nationale française ;
- l'amélioration des chaufferies nucléaires embarquées à bord du porte-avions Charles de Gaulle et des projets de sous-marins nucléaires d'attaque du programme Barracuda, en particulier l'essai de nouveaux générateurs de vapeur à plaques[2] ;
- la formation des marins à la conduite des réacteurs nucléaires ;
- l'alimentation en chaleur du réseau de chauffage du centre de Cadarache.

## Présentation
Successeur du réacteur PAT (Prototype A Terre) arrêté en 1992 et du réacteur RNG (Réacteur de Nouvelle Génération) arrêté en 2005, le RES (Réacteur d'ESsais à terre) est un réacteur à eau pressurisée alimenté par de l'oxyde d'uranium enrichi à moins de 20%. Il est situé au sein de l’Installation nucléaire de base secrète Propulsion Nucléaire (INBS-PN) de Cadarache. Le RES est une version modifiée des réacteurs de type K15.
La réalisation de ce projet a été confiée à la Direction de la Propulsion Nucléaire (DPN) de la Direction des Applications Militaires (DAM) du Commissariat à l'énergie atomique (CEA). La maîtrise d’œuvre a été confiée à l'origine à la société Technicatome qui devient Areva-TA entre 2006 et 2017 avant de devenir TechnicAtome. La réalisation de l’ouvrage implique une centaine d’entreprises sous-traitantes.

## Histoire
Au milieu des années 1990, il est décidé de construire sur le site de Cadarache un nouveau « réacteur nucléaire d'essai à terre » pour la Marine nationale française. La création est autorisée fin 1999.
La construction débute en 2000. Les travaux de génie civil pour la réalisation de la piscine de stockage du combustible se terminent courant 2003 pour une mise en service effective en octobre 2005. Celle-ci, d’une surface de 5 500 m2, est conçue non seulement pour les besoins du RES mais aussi pour compléter les moyens existants dans les ports et pour accueillir du combustible civil du CEA.
Les bâtiments réacteur et machine sont construits, puis la cuve du réacteur est mise en place le 14 mars 2007. Le chantier mobilisait alors environ 150 personnes.
Initialement, l'installation RES devait remplacer le réacteur RNG fin 2008. Mais le projet cumule des retards successifs et révisions à la hausse de son coût. En 2007, la divergence était prévue pour octobre 2010 ; elle est reportée dans un premier temps en 2014.
En 2012, des salariés d'Areva TA manifestent alors que la divergence du RES est reportée mi-2016 au mieux, puis environ en 2018.
Le RES diverge pour la première fois le 10 octobre 2018 à 11 h 52 sous la direction de TechnicAtome, nouveau nom d'Areva TA depuis 2017.